# 廃油
廃油（はいゆ、英: Waste oil）は、廃棄物のうち鉱物油や動植物油などの油脂および油状の物質を指す。このうち、産業廃棄物として排出される引火点70℃未満の廃油は、廃棄物の処理及び清掃に関する法律施行令第二条の四第一号により特別管理産業廃棄物に分類される

## 廃油の分類と排出源
- 潤滑油系廃油 - エンジンオイル、冷凍機油、切削油、絶縁油など。ガソリンスタンド、自動車整備工場、機械工場、発電所等から生じる。
- 燃料油系廃油 - 灯油、ガソリン、タンカーのバラスト水など。ガソリンスタンドや製油所、船舶等から生じる。
- タール・ピッチ系廃油 - アスファルト、ピッチ、ワックス、パラフィンなど。油脂化学工場や道路工事現場等から生じる。
- 廃溶剤類 - トルエン、キシレン、アセトン、トリクロロエチレンなど。塗料工場・印刷工場・機械工場・化学工場等から生じる。
- 動植物油類 - 牛脂、大豆油、魚油など。食品工場・外食産業・給食施設・一般家庭等から生じる。
- その他 - タンクスラッジ、廃活性白土、硫酸ピッチ、廃モノマー、油を含むウエスなど。

## 処理およびリサイクル
- 使用済み潤滑油は2004年度に119万トンが排出された。半分近くが再生重油として消費され、自家燃料としての消費と焼却処分がそれぞれ約25%であった[2]。一部は硫酸処理によりレジンや芳香族化合物を除去したのち活性白土で懸濁物質や着色物質を吸着除去し、潤滑油添加剤を加え、潤滑油として再生される。[3]
- 廃食用油をエステル交換反応処理したバイオディーゼル燃料が、自動車用燃料として用いられる。
- 家庭から排出される使用済み食用油は生活排水に混入すると水質汚濁の原因となることから、固化や吸着させて可燃ごみとして処分できる処理剤が市販されている。一部では、水酸化ナトリウムを加えて廃油石鹸を作る取り組みが行われている。
  - また、食用油を精製して、自動車やバイクなどのエンジンオイルの代用とする「バイオディーゼル燃料[4]」として再利用する動きもあるほか、東京国際空港（羽田空港）では2008年より施設内の食堂街から出た廃油を処理し、貨物運搬車の燃料として用いている。[5]
- 灯油は長期保存により酸化し、異常燃焼を生じることがある。劣化した灯油は、最寄りのガソリンスタンドで引き取りを依頼することができる[6]。